# Socrate di Rodi
Socrate (in greco antico: Σωκράτης?, Sōkrátēs; Rodi, ... – ...; fl. I secolo a.C.), conosciuto come Socrate di Rodi (Σωκράτης δὲ ὁ Ῥόδιος, Sokrátes dè o Ródios), è stato uno storico greco antico del I secolo a.C.
Scrisse un'opera chiamata Guerra Civile (ἐμφυλίος πολέμος, emphylíos polémos) riguardo all'ultima guerra civile repubblicana romana, di cui ci resta solo un lungo frammento di Ateneo di Naucrati. Egli era forse membro della corte della regina egizia Cleopatra, ma comunque sicuramente un suo contemporaneo che le sopravvisse.